# الماسة الوردية
تعد الماسة الوردية أحد أنواع الماسات التي تحتوي على نفس العناصر التي توجد في معظم الماسات المعروفة الأخرى فيما عدا أنها تملك لونًا ورديًا. ويعد سبب اكتساب الماسة الوردية للونها أمر مثير للجدل في عالم الأحجار الكريمة، ولكن يعزى السبب في معظم الأحيان إلى الضغط الإضافي الهائل الذي تتعرض له الماسات أثناء عملية تشكيلها. وتنتمي الماسات الوردية إلى فئة فرعية من الماسات التي يطلق عليها اسم الماسات الملونة الفاخرة، وهو المسمى الشامل لجميع الماسات (الملونة). وتتباين الماسات الوردية ما بين ماسات لا تشوبها شائبة إلى أخرى تحتوي على شوائب مثل: الماسات البيضاء. وقد اكتشفت العديد من الماسات الوردية الصافية التي لا تحتوي من الداخل على شوائب، ولكن يعرف بأن هناك ماسة واحدة فقط لا تشوبها شائبة كليا وهي النجمة الوردية، (والتي أعيد تسميتها مؤخراً لتصبح الحلم الوردي ومن ثم سوذبيز).

## نشأة اللون الوردي
وقد طرحت العديد من النظريات حول كيفية تشكل اللون الوردي في الماسات الوردية، والنظرية السائدة في اكتساب هذه الماسات للون الوردي هو تعرضها إلى ضغط هائل أثناء عملية تشكيلها. وتم إجراء اختبار لنظرية مماثلة عن الماسات الوردية التي نشأت في منجم أراجايل في كيمبرلي، أستراليا الغربية. وتفترض هذه النظرية أن الهزة الزلزالية دفعت الماسات عديمة اللون إلى السطح وغيرت تركيبتها الجزيئية مما تسبب في اكتسابها اللون الوردي.

## الخصائص التي تحدد قيمة الماسة الوردية
هناك أربعة معايير تستخدم لتصنيف الماسات الوردية وجميع الأحجار الكريمة وهي اللون، والوضوح، والقطع، والقيراط. ويعتبر اللون المعيار الأساسي والأكثر أهمية في تصنيف الماسة الوردية وتحديد قيمتها. ومع ذلك فإن الحجم يلعب دورا مهما في تحديد قيمة الماسة الوردية، فكلما كبر حجم الماسة الوردية وحسن لونها ارتفعت قيمتها.
وتعد ماسة النجمة الوردية إحدى أشهر الماسات الوردية والتي  تزن 60. 59 قيراطا، كما تعد من الماسات الوردية الملونة المصنفة من النوع الثاني وهي الأكبر في العالم. ولم يتمكن مشتريها في المزاد العلني من سداد المبلغ الموعود وأجبر لاحقا على التخلف عن الدفع. تعتبر الماستان ديرياي ونور العين من أقدم الماسات الوردية المعروفة، حيث تنتمي كلتاهما لمجوهرات التاج الإيرانية. كما توجد العديد من الماسات الوردية الشهيرة الأخرى.

## اللون
يقيّم لون الماسات الوردية كما تقيّم جميع الماسات الملونة تبعًا لتدرج وصفاء لون الماسة ودرجته، حيث تشير درجة اللون إلى الألوان الأساسية والثانوية كما يشير الصفاء إلى توزيع اللون وتشير الدرجة إلى ظلمة اللون. ومن الممكن أن تظهر الماسة الوردية بدرجات مختلفة من الألوان تتراوح ما بين البني الوردي إلى الأرجواني الوردي، على الرغم من أن اللون الوردي يمكن أن يستخدم أيضا في تعديل ألوان الماسات الأخرى. ويعد كل من اللون البني والبرتقالي والأرجواني من درجات الألوان الثانوية الوحيدة الظاهرة في الماسة الوردية. فمن الممكن أن تظهر الماسة الوردية بدرجتي اللونين البني والبرتقالي في ذات الوقت فتظهر الماسة باللون الوردي البرتقالي المائل إلى البني. وتعتبر الماسات الوردية المثالية عموما هي تلك التي تظهر باللون الوردي النقي، على الرغم من أن الماسة ذات اللون الوردي الأرجواني تحظى عموما بتقدير عال جدا.
وبشكل عام ستزداد قيمة الماسة الوردية الناصعة بشكل ملحوظ مقارنة بالماسة الوردية الكبرى والزاهية، ولكن قد لا يحدث ذلك في معظم الأحيان وفقًا لمركز استثمار الماسات وتبادل المعلومات. وهناك ثماني درجات للماسات الوردية وهي: اللون الوردي الباهت والوردي الفاتح جدا والوردي الفاتح والوردي الفاتح الفاخر والوردي الفاخر والوردي الناصع الفاخر والوردي الزاهي الفاخر والوردي الداكن الفاخر/الغامق. فكما هو الحال في جميع الماسات فإنه كلما كانت الماسة ناصعة كلما ندر وجودها مقارنةً بالماسات الوردية الأقل نصوع مما أدى إلى مطالبتهم بأسعار أعلى. والسبب يكمن في طبيعة اللون ذاته وهو أن تركيز اللون الوردي في الماسة الوردية قد يكون أكثر كثافة أو أقل بناء على العينة. ولهذا السبب من النادر جدا العثور على الماسات الأكثر تركيزا في كل لون وليس هناك إجماع تام حول تحديد درجة كثافة كل لون بالرغم من أن المعهد الأمريكي احتفظ ب الأحجار الكريمة في فهرس رئيسي لجميع ألوان الماسات. ولذلك فإن لكثافة كل لون درجة فرعية من واحد إلى عشرة. كما يمكن لتاجر الماسات في مجال الصناعة أن يطلق على هذه الماسة مسمى «الماسة الناصعة الفاخرة» أو «الماسة الكثيفة الفاخرة» أو قد يطلق عليها مسمى «الماسة رقم سبعة» أو أيا كان الرقم المناسب لمظهر الماسة والذي سيعرض الصورة الأكثر شمولا لتمثل شدة لون الماسة.
وتندرج الماسات الوردية تحت فئة الماسات من النوع الثاني وهذا يعني بأنها تتشكل تحت ضغط عالي لفترات زمنية طويلة بشكل ملحوظ وتميل بأن تكون غريبة الشكل.  فلا يحدث للماسات امتصاص مرئي كما أنها لا تحتوي على شوائب نيتروجينية التي قد تتسبب في ظهور اللون الأصفر أو البني. وقد طور منجم أراجيل وهو المصدر العالمي الرئيسي للماسات الوردية نظام تصنيف لون الماسة الوردية المختلف عن ذاك الذي في المعهد الأمريكي للأحجار الكريمة. فبدلا من شدة اللون تم تقسيم اللون إلى مقياس للدرجات من واحد إلى تسعة فتكون الدرجة رقم 9 هي الأزهى أما الدرجة رقم 1 هي الأغمق. وما يزال منجم أراجيل للماسات الوردية يتلقى الشهادات من المعهد الأمريكي للأحجار الكريمة.

## الوضوح
يتم فحص جميع الماسات تحت العدسة لتحديد وضوحها. ويحدد التكبير ل 10 مرات ما إذا كانت من مشتقات الماس أم لا، سواء على سطحها أم  بداخلها. ويقاس وضوح الماسات الوردية مثل جميع الماسات باستخدام مقياس لا تشوبه شائبة إلى مقياس يحتوي على الشوائب. وهناك 7٪ فقط من الماسات الوردية التي إما أنها لا تشوبها شائبة نهائيًا أو التي لا تشوبها شائبة من الداخل، وتشتمل معظمها على القليل من الشوائب. كما هو الحال في معظم ألوان الماسات الفاخرة الملونة، فإن الوضوح له تأثير ضئيل على قيمة الماسة الوردية، وبما أن الماسات الوردية تكونت من تشويه في بنيتها الشعرية فإنه يزداد احتمال حصولها على درجة وضوح منخفضة، مما يجعل الوضوح الكبير للماسة الوردية أمرًا نادرًا للغاية بنسبة (أقل من 7٪).

## الأضواء الفلورية
وفقًا للمؤسسة الأمريكية للأحجار الكريمة تمتلك أكثر من 80٪ من الماسات الوردية أضواء فلورية، حيث من النادر جدا أن لا تمتلك الماسة الوردية ضوء فلوريًا. وفي حالة الماسات الوردية فإن الماسة التي لا تمتلك ضوء فلوريًا سيكون في الواقع ثمنها أقل من ثمن الماسات التي تمتلك ضوء فلوريًا، وقد تكون الماسة مزيفة.

## الماسات الوردية الصناعية
تعتبر الماسة الوردية حقيقية وقيمة وذات مستوى استثماري فقط إذا كان لونها الوردي أصليًا. وقد تلونت الماسات الطبيعية عديمة اللون باللون الوردي وذلك بدرجات مختلفة من النجاح، ولكن من الشائع العثور على الماسات الاصطناعية / وهي الماسات الوردية التي نمت في المختبر. تتشابه الماسة الاصطناعية كيميائيًا مع الماسة المستخرجة من المنجم ولكن قيمتها أقل نسبيًا. ولذلك فإن الماسة الوردية الاصطناعية لا تمتلك قيمة الماسة الوردية الحقيقية نفسها. وبصفة عامة يعود سبب انخفاض ثمن الماسة عن القيمة السوقية  إلى كون الماسة اصطناعية وكذلك لتأمل البائع في كسب المبيعات. تمتلك المختبرات الجديرة بالثقة مثل مختبرات المؤسسة الأمريكية للأحجار الكريمة معدات لتحديد ما إذا كانت الماسة أصلية أم اصطناعية. حيث تعد عملية ترسيب الأبخرة الكيميائية الطريقة الوحيدة الناجحة لإنتاج الماسة الوردية الاصطناعية. وتخضع جودة الماسة الوردية بترسيب الأبخرة الكيميائية إلى عملية إدخال الماسة عديمة اللون التي تعاني من خلل إلى البنية الشعرية للماسة.

## مناجممصدر الماسة الوردية
عُثر على الماسات الوردية في البرازيل وروسيا وسيبيريا وجنوب أفريقيا وتنزانيا وكندا. وتم اكتشاف الماسات الوردية لأول مرة في الهند في منجم كولر، في منطقة غونتير، في ولاية أندرا براديش (التي كانت في ذلك الوقت جزءا من مملكة غولك وندا)، ويعتقد أن إحدى الماستين المعروفتين قد تكون أصلية.  وفي الوقت نفسه وعلى مدى القرنين السابع عشر والثامن عشر، تم اكتشاف الماسات الوردية في منطقة مناس جيريس في البرازيل. ولا تزال توجد الماسات الوردية في بعض الأحيان في منجم غولك وندا وفي البرازيل ولكن تستخرج 80٪ من الماسات الوردية في العالم الآن من منجم أراجيل في كيمبرلي، غرب أستراليا بما يعادل 20 مليون قيراطًا سنويًا ويتم تصنيف 0.1٪ فقط من الماسات الوردية. وبعد صقل الماسات يصبح مجموع قيراط الماسات الوردية أصغر حجما، وهذا ما يجعل الماسات الوردية نادرة بالإضافة إلى صعوبة الحصول عليها. وبالتالي فإن جميع المشترين المهتمين بالماسات الوردية في جميع أنحاء العالم يركزون على الماسات الوردية المستخرجة من منجم أراجيل.

## الماسات الوردية في الثقافة الشعبية
تعد داريا نور ونور العين من الماسات الوردية المعروفة منذ القدم حيث تشكلان جزءًا من مجوهرات التاج الإيراني. ومع ذلك فإن هذه الحقيقة وحدها تمثل الشعبية الحالية للماسات الوردية. ففي عام 1947 تلقت الأميرة إليزابيث، الملكة إليزابيث الثانية الآن، من عالم الجيولوجيا الكندي الدكتور جون ويلامسون، ماسة وردية  تزن 23.6 قيراطًا  مصممة ًعلى هيئة دبوس كالنرجس من كارتيه، ولا زالت تعتبر حتى اليوم واحدة من القطع المفضلة التي تمتلكها الملكة. ومع ذلك، كان التسليط الحقيقي للضوء على الماسات الوردية في عام 2002 وذلك عندما تقدم بن أفليك لجنيفر لوبيز بخاتم خطوبة مصنوع من الماسة الوردية من عيار 6.1 قيراط. وعلقت صورة هذ الماسة الوردية في عقلية الجمهور وبدأ الارتفاع الهائل في أسعار الماسة الوردية التي لا تزال موجودة اليوم. ووصلت الماسة الوردية إلى سلم الشهرة عندما عرضت ماسة النجمة الوردية في مزاد علني بمبلغ 83 مليون دولار وأعيد تسميتها إلى «الحلم الوردي» وهي الماسة التي تخلف مشتريها في نهاية المطاف عن سداد ثمنها. وقد خلق هذا الأمر فضيحة في عالم الماسات الملونة الفاخرة، وأجبر دار سو ثيبي للمزاد على دفع المبلغ الموعود للمالكين، ولا يزالون هم مالكي الماسة. وفي الآونة الأخيرة قدر سويت جوزفين السعر الإجمالي القياسي المدفوع للماسة الوردية ب 28.5 مليون دولار، التي بيعت للملياردير جوزيف لاو من هونغ كونغ قبل يوم واحد من شراء بلو مون لماسة سويت جوزفين، حيث اشترى كلا الماستين لابنته جوزفين.

## الماسات الوردية البارزة
| الماسة الوردية  | الشهرة |
| داريا-نور       | يعتقد أنها أقدم ماسة من مجوهرات التاج الإيراني                                                                                           |
| نورالعين        | أخذت من نفس الماسة الخام التي تزن 400 قيراط مثل داريا-نور                                                                                |
| مارتيان الوردية | امتلكها هاري وينستون، وبيعت في مزاد في عام 1976، وهو نفس العام الذي أرسلت فيه الولايات المتحدة قمرًا صناعيًا إلى المريخ                    |
| الماسة الفريدة  | هي الماسة الوردية الحية والفاخرة والأكثر تكلفة في المزاد                                                                                 |
| النجمة الوردية  | تمتلكها مجموعة شتاينميتز وتسمى ستاينميتز الوردية، ثم بيعت وأعيد تسميتها إلى النجمة الوردية وبيعت مرة أخرى وأعيد تسميتها إلى الحلم الوردي |
| ماسة هورتنسيا   | تنتمي إلى مجوهرات التاج الفرنسي الذي كانت ترتديه ملكة هولندا، هورتنس دي بيوهارنيس                                                        |
| جراف الوردية    | من الماسات الوردية الأكثر تكلفة لكل قيراط دفع في المزاد                                                                                  |
| ماسة كوندي      | أهداها لويس الثاني عشر إلى أمير كوندي، لويس دي بوربون عام 1643                                                                           |
| ماسة أغرا       | تعود ملكيتها إلى عائلة راجا من غواليور، التي سلمتها لاحقًا لباربور، إمبراطور موغول، كرمز للشكر على حمايتهم أرواحهم.                       |
| ماسة برينسي     | تمتلكها العائلة المالكة في حيدر أباد |